# Henri Chabot
Henri Chabot, II duca di Rohan, noto anche come Henri de Chabot (1616 – 27 febbraio 1655), è stato un nobile francese.
Sua moglie fu l'ereditiera Marguerite de Rohan, figlia del duca Enrico II di Rohan.

## Biografia
Henri era figlio di Charles Chabot ed Henriette de Lur-Saluces. Fu Seigneur di Sainte-Aulaye. Il suo bisnonno fu Guy Chabot, un membro della vecchia nobiltà del Poitou, Barone di Jarnac ed un membro chiave del Coup de Jarnac.
Il 6 giugno 1645 sposò Marguerite de Rohan, unica ereditiera del Duca di Rohan e membro del potente Casato di Rohan che rivendicava l'ascendenza con gli antichi Duchi di Bretagna. Secondo Saint-Simon, Marguerite era la più grande ereditiera nel regno. La coppia ebbe sei figli, quattro dei quali ebbero discendenza.

## Figli
- X de Rohan-Chabot
- Marguerite Gabrielle Charlotte de Rohan-Chabot (m.17 giugno 1720) sposò Malo de Coëtquen, Marchese de Coëtquen ed ebbe figli;
- Anne Julie de Rohan-Chabot (1648 – 4 febbraio 1709), Principessa di Soubise sposò François de Rohan ed ebbe figli; fu amante di Luigi XIV;
- Gilone de Rohan-Chabot (?) morì nell'infanzia;
- Louis de Rohan-Chabot, Duca di Rohan, Principe di Léon (3 novembre 1652 – 17 agosto 1727) sposò Marie Elisabeth du Bec-Crespin de Grimaldi ed ebbe figli;
- Jeanne Pelagie de Rohan-Chabot (m.18 agosto 1698) sposò Alexandre Guillaume de Melun, Principe d'Epinoy ed ebbe figli; fu la nonna di Anne Julie de Melun, Principessa di Soubise moglie du Jules de Rohan, un nipote della su menzionata Anne.